# Jodis vernaria
Jodis vernaria là một loài bướm đêm trong họ Geometridae.